# Assedio della Mirandola (1551)
L'assedio della cittadella della Mirandola avvenne nel 1551 (la cittadella era stata vittima di un precedente assedio nel 1510).
Le mura di nuova concezione, progettate per un uso rivoluzionario delle artiglierie, consentirono a poche centinaia di difensori di avere ragione di quattromila assedianti, uccidendone oltre 1 800. L'esito dell'assedio fu un trionfo di Ludovico II Pico, facendo guadagnare a Mirandola la fama di "fortezza imprendibile".

## Contesto storico
Nel 1545 papa Paolo III acquistò per una considerevole somma di denaro e con l'approvazione dell'imperatore Carlo V i ducati di Parma e Piacenza in favore del figlio Pier Luigi Farnese, il quale fu ucciso nel 1547 nella congiura di Piacenza, ordita da Ferrante I Gonzaga, vice-reggente imperiale e suo acerrimo nemico. La contestuale morte di re Francesco I di Francia nello stesso anno privò il Papa di un potenziale alleato. Mentre Paolo III chiedeva in nome della Chiesa la restituzione del ducato di Parma e Piacenza, l'imperatore rifiutò di arrendersi e consegnare Piacenza a Ottavio Farnese. Per il dispiacere, il papa morì nel novembre 1549.
Nel 1550 il nuovo papa Giulio III aveva assegnato definitivamente il Ducato di Parma ad Ottavio Farnese. L'imperatore Carlo V, invece, non aveva voluto restituire ai Farnese la città di Piacenza, ancora nelle mani di Ferrante I Gonzaga, governatore di Milano per conto dell'imperatore, e manteneva costantemente le sue mire su Parma. Ottavio Farnese strinse allora un'alleanza con il re Enrico II di Francia per la riconquista di Piacenza: venuto a conoscenza di questa alleanza, papa Giulio III dichiarò il duca Ottavio reo di ribellione, spogliandolo del ducato di Parma.
Ferrante Gonzaga occupò Brescello, preparandosi ad assediare Parma, ma Enrico II ordinò al suo esercito di invadere il Piemonte: questa manovra costrinse il Gonzaga ad alleggerire la pressione sul Ducato di Parma (settembre 1551), facendo ricadere sul pontefice il peso maggiore della guerra. Nel frattempo, per escludere un'invasione francese della penisola, le truppe pontificie marciarono verso la pianura padana: nel luglio dello stesso 1551 Giulio III inviò il nipote Gian Battista del Monte ad assediare la Mirandola, tenuta da un piccolo nucleo di francesi, comandati da Piero Strozzi; la morte del nipote del papa nel 1552 fece però fallire l'assedio.

## Storia

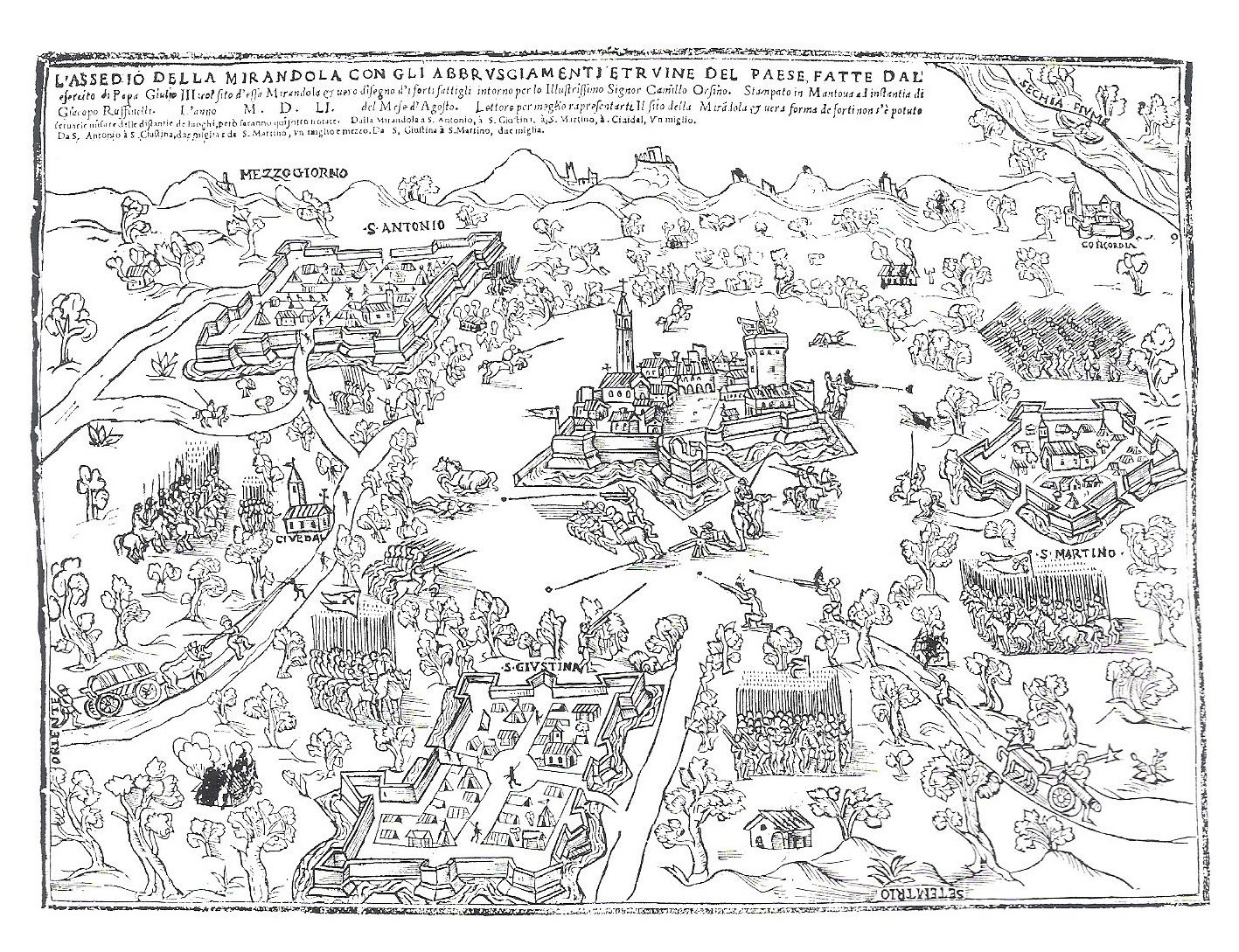
Camillo Orsini, L'assedio della Mirandola con gli abbrusciamenti et ruine del paese, fatte dall'esercito di Papa Giulio III

Ancora alleata della Francia e per questo avversa a Roma, la cittadella fu di nuovo assediata da Giulio III nel mese di luglio del 1551. Temperamento opposto a quello del predecessore, il papa affiancò a due abili generali, Camillo Orsini e Alessandro Vitelli, un nipote, Giovanni Battista del Monte, dimostratosi poi incapace sul terreno militare.
Nonostante l'alleanza di Carlo V, e quindi i mezzi imperiali, la rivalità tra i comandanti impedì ogni azione risolutiva per lunghi mesi. Sopraggiunto l'inverno, a differenza di quanto accadde nel primo assedio, i fossati non gelarono, mentre un pugno di cavalieri spericolati uscendo dalle mura impediva le comunicazioni ed i trasporti tra i quattro grandi forti costruiti dagli assedianti attorno alla cittadella.
In primavera le operazioni continuavano faticosamente in attesa che l'Imperatore inviasse dalla Germania un corpo di lanzichenecchi, ma in aprile, il giorno di Giovedì santo, convinto che dalle porte della cittadella non vi sarebbero state incursioni, il nipote del papa si recò a caccia con pochi servi. Gli incursori mirandolesi lo sorpresero e lo uccisero.
Il papa avrebbe scritto all'imperatore che, perduto il nipote, rinunciava all'impresa. La Francia, che contro Carlo V aveva finanziato le poderose fortificazioni, che avevano dimostrato, per la prima volta, che una cinta muraria di nuova concezione, difesa dall'artiglieria, consentiva a due-trecento uomini di sfidarne quattromila, trionfò. Tra i militari francesi sarebbe rimasta usuale l'espressione "imprenable comme une Mirandole", usata comunemente nella famosa scuola di guerra di Saint Cyr.

## Nella cultura di massa
Quello del 1551 è il secondo dei due assedi, quello di Giulio III, che ha costituito il tema del "romanzo storico" di Antonio Saltini, costruito sullo studio sui Farnese, la famiglia del predecessore di Giulio III (le cui ambizioni riaccendono, per Parma, la rivalità di Francia e Spagna, e coinvolgono nella guerra la Mirandola), e sulle cronache locali, soprattutto quella modenese di Tommasino Lancellotto, che fornisce ogni giorno, dai preparativi della guerra alla sua conclusione, le notizie sull'assedio.